# رشته‌کوه اوکووشووینن
رشته‌کوه اوکووشووینن (روسی: горы Уквушвуйнен) یک رشته‌کوه در ناحیه خودگردان چوکوتکای کشور روسیه است.